# Хал-Келой (село)
Хал-Келой (ранее также Хал-Килой; чечен. Хьалa-Кела) — село в Шатойском районе Чеченской Республики Российской Федерации. Административный центр Хал-Келойского сельского поселения.

## География
Село расположено на левом берегу реки Шароаргун, к юго-востоку от районного центра Шатой.
Ближайшие населённые пункты: на юго-востоке — село Шаро-Аргун, на юге — село Саной, на западе — сёла Мусолт-Аул и Беной.
Недалеко от села находится горная вершина Барзиарлам.

## История

### Ранний период
В селении располагалась боевая башня и замковый комплекс, состоявший из боевой и жилых башен. Там же при раскопках обнаружен каменноящечный могильник.

### Период СССР
В 1944 году, после депортации чеченцев и ингушей и упразднения Чечено-Ингушской АССР, селение Хал-Килой было переименовано в село Каменка.
После восстановления Чечено-Ингушской АССР, в 1958 году населённому пункту было возвращено прежнее название.

## Население
| 1990 | 2002 | 2010 |
| ---- | ---- | ---- |
| 529  | ↘357 | ↗468 |